# Victor Eisenmenger

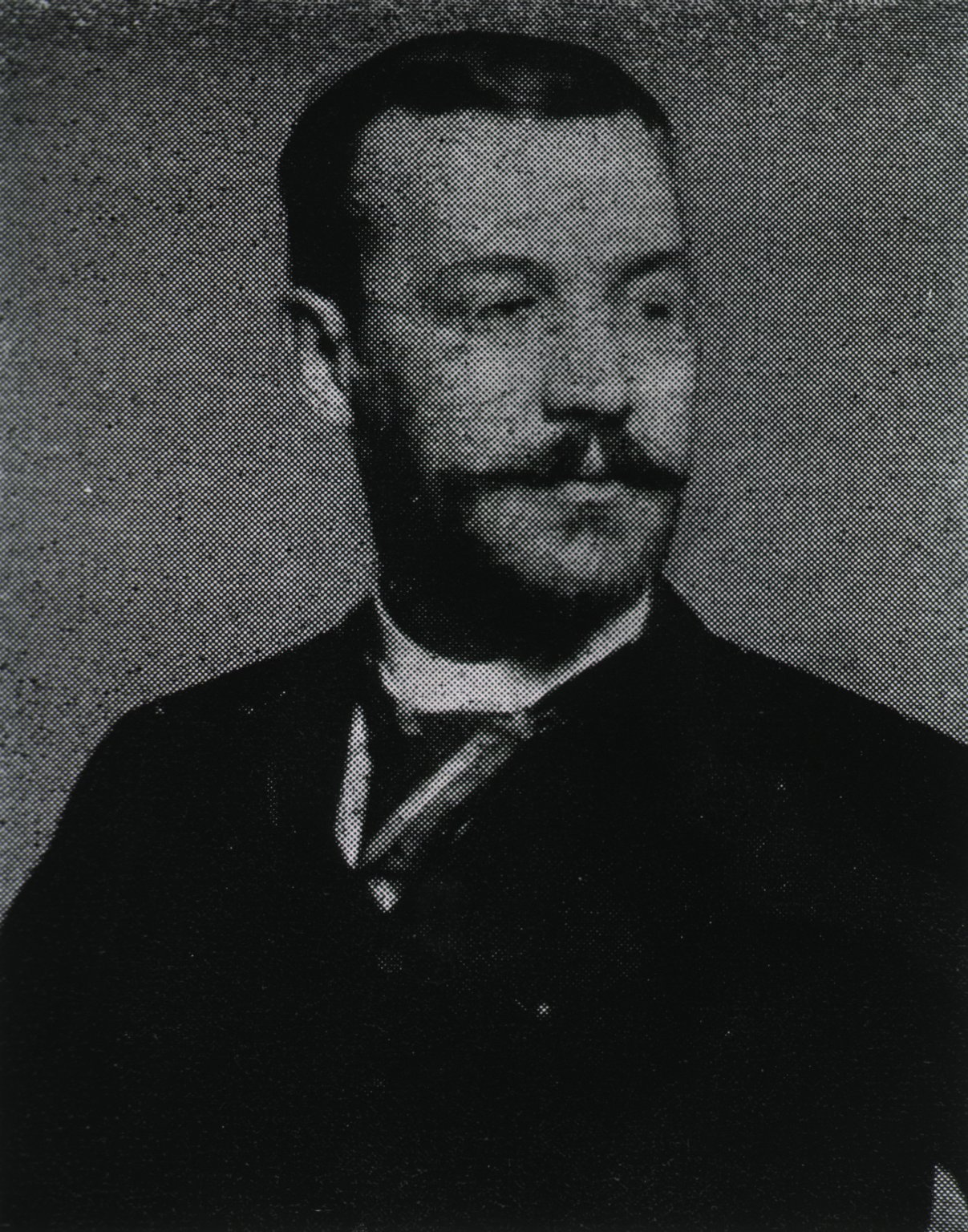
Viktor Eisenmenger

Viktor Eisenmenger (ur. 29 stycznia 1864 w Wiedniu, zm. 11 grudnia 1932 tamże) – austriacki lekarz. Jako pierwszy w 1897 roku u chorego z ubytkiem przegrody międzykomorowej opisał zespół, znany dziś jako zespół Eisenmengera.
Był osobistym lekarzem Franciszka Józefa I. Gazetowe zdjęcie Eisenmengera wykorzystał Salvador Dalí w jednym ze swoich obrazów.